# Élisabeth Wiener
Pour les articles homonymes, voir Wiener et Élisabeth (prénom).
Élisabeth Wiener, née le 23 novembre 1946 dans le 16ème arrondissement de Paris, est une actrice, chanteuse et auteure-compositrice-interprète française. Durant les années 1960 et 1970 à la télévision comme au cinéma, elle incarne souvent des rôles de femmes frivoles, originales voire marginales pour des réalisateurs comme Fred Zinnemann, Yves Allégret, Claude Berri, Michel Boisrond, Roger Vadim, Sotha, Liliana Cavani ou Coline Serreau. En 1968, elle est engagée pour incarner le rôle principal de La Prisonnière d'Henri-Georges Clouzot. Très présente au théâtre, elle se spécialise à partir des années 1980 dans le doublage; prêtant notamment sa voix aux actrices ou artistes anglophones comme Mia Farrow, Bette Midler, Glenn Close, Barbara Hershey, Jamie Lee Curtis, Daryl Hannah, Madonna ou encore Cher. On la retrouve aussi comme chanteuse dans une dizaine de disques, sortis entre 1980 et 2005.

## Biographie
Fille du compositeur Jean Wiéner et de la monteuse Suzanne de Troye, membres du Parti communiste, Élisabeth Jeanne-Marie Wiéner commence sa carrière d'actrice à l'âge de 15 ans tout en pratiquant le chant classique et le piano. Du premier mariage de son père, elle a une sœur, Maud Wiéner (1918-2001), et un frère, Stéphane Wiéner, musicien.
En 1966, elle interprète Coralie, une jeune actrice de théâtre, dans le téléfilm de Maurice Cazeneuve Illusions perdues, adapté du roman d'Honoré de Balzac, aux côtés d'Yves Rénier et de Bernard Noël.
Elle joue dans de nombreux films comme dans L'Année du bac en 1964, puis dans les sulfureux La Prisonnière d'Henri-Georges Clouzot (1968) et Au-delà du bien et du mal de Liliana Cavani (1977). On la voit aussi à la télévision dans des téléfilms et des feuilletons, comme dans Jacquou le Croquant.
Elle participe aux spectacles musicaux de Michel Polnareff et de Jacques Higelin (elle chante, en trio avec ce dernier et avec Serge Derrien, L'Attentat à la pudeur, sur l'album Champagne pour tout le monde).
Elle s'intéresse au jazz ainsi qu'aux musiques contemporaines et ethniques. En 1976, elle donne avec le compositeur argentin Horacio Vaggione des concerts de musique électronique. 
En 1979, avec le bassiste Jacques Lennoz, elle crée le duo Amalgam, rebaptisé Phoenix et avec la collaboration de Viviane Willaume et Norbert Galo, publie l'album Magick la même année. Entre 1980 et 1984, elle publie sous son nom quatre albums et cinq singles chez Virgin France.
Elle écrit pour de nombreux chanteurs, et compose également quelques musiques de films. En 1992, elle fonde le groupe féminin Castafiore Bazooka, qui a publié trois albums entre 1996 et 2005.
Depuis les années 1980, on ne la voit plus à l'écran, mais on entend toujours sa voix en doublage de nombreuses actrices américaines comme Jamie Lee Curtis, Glenn Close, Mia Farrow, Angela Bassett, Margaret Avery et Lauren Holly dans NCIS : Enquêtes spéciales.
Elle a été mariée un temps à l'acteur Philippe Bruneau.

## Théâtre
- 1963 : Noces de sang de Federico García Lorca, mise en scène Bernard Jenny, théâtre du Vieux-Colombier
- 1964 : Fleur de cactus de Pierre Barillet et Jean-Pierre Gredy, mise en scène Jacques Charon, théâtre des Bouffes-Parisiens
- 1966 : Les Idoles de et mis en scène par Marc'O
- 1968 : Ma déchirure de Jean-Pierre Chabrol, mise en scène Gabriel Garran, théâtre de la Commune
- 1969 : Tchao de Marc-Gilbert Sauvajon, mise en scène Jacques-Henri Duval, théâtre Saint-Georges
- 1970 : Une fille dans ma soupe de Terence Frisby, mise en scène Raymond Rouleau, théâtre de la Madeleine
- 1972 : Sauvés d'Edward Bond, mise en scène Claude Régy, TNP Théâtre national de Chaillot
- 1977 : Périclès, prince de Tyr de William Shakespeare, mise en scène Roger Planchon, TNP Villeurbanne
- 1978 : Antoine et Cléopâtre de William Shakespeare, mise en scène Roger Planchon, TNP Villeurbanne, Maison de la culture de Nanterre
- 1978 : Périclès, prince de Tyr de William Shakespeare, mise en scène Roger Planchon, Maison de la culture de Nanterre

## Filmographie

### Cinéma
- 1963 : Dragées au poivre de Jacques Baratier : Frédérique
- 1964 : L'Année du bac de Maurice Delbez et José-André Lacour: Évelyne
- 1964 : Et vint le jour de la vengeance (Behold a Pale Horse) de Fred Zinnemann : la fille du café
- 1966 : Daphnis et Chloé 66 (Δάφνις και Χλόη '66, Dáphnis kai Khlói '66) de Mika Zacharopoulou : Hloi
- 1967 : Johnny Banco de Yves Allégret : Nati
- 1968 : Mazel Tov ou le Mariage de Claude Berri : Isabelle Schmoll
- 1968 : La Prisonnière d'Henri-Georges Clouzot : Josée
- 1969 : Le Corps de Diane de Jean-Louis Richard : Béatrice
- 1970 : L'Ardoise de Claude Bernard-Aubert : Élisabeth
- 1971 : L'Araignée d'eau de Jean-Daniel Verhaeghe : Nadie
- 1971 : On est toujours trop bon avec les femmes de Michel Boisrond : Gertie
- 1971 : La Caravelle de René Vautier (court-métrage de 8 minutes)
- 1972 : Le Moine d'Ado Kyrou : Agnès (sous le nom d'Elisabette Wiener)
- 1972 : Trop jolies pour être honnêtes de Richard Balducci : Frédérique
- 1974 : Des goûts et des couleurs (El encanto del amor prohibido) de Juan Batlle Planas (fils)
- 1974 : La Jeune Fille assassinée de Roger Vadim : Élisabeth
- 1975 : Au long de rivière Fango de Sotha : Roberte
- 1976 : Duelle de Jacques Rivette : Allié de Viva
- 1977 : Une fille cousue de fil blanc de Michel Lang : Jacynthe (sous le nom d'Elizabeth Wiener)
- 1977 : Au-delà du bien et du mal (Al di là del bene e del male) de Liliana Cavani : Gerta
- 1981 : Bianco, rosso e Verdone de Carlo Verdone : l'épouse allemande de Pasquale
- 1982 : Qu'est-ce qu'on attend pour être heureux ! de Coline Serreau : une « conceptrice »

### Télévision

#### Téléfilms
- 1963 : La Petite Fadette de Jean-Paul Carrère : Fadette
- 1964 : Le Petit Claus et le Grand Claus de Pierre Prévert : la jeune fille
- 1970 : Au théâtre ce soir : Match de Michel Fermaud, mise en scène Jean-Pierre Grenier, réalisation Pierre Sabbagh, théâtre Marigny
- 1970 : La Pomme de son œil de Jean-Pierre Aumont, réalisation François Villers
- 1974 : La Putain respectueuse de André Flédérick
- 1976 : Au théâtre ce soir : Am-stram-gram d'André Roussin, mise en scène Claude Nicot
- 1991 : Des cornichons au chocolat de Magali Clément : Djill

#### Séries télévisées
- 1964 : Rocambole de Jean-Pierre Decourt (2e époque : « Les Étrangleurs ») : la bohémienne Gipsy
- 1965 : Le Bonheur conjugal de Jacqueline Audry
- 1966 : Illusions perdues de Maurice Cazeneuve d'après  Honoré de Balzac : Coralie
- 1967 : Les Aventures de Michel Vaillant de Charles Bretoneiche d'après Jean Graton : Manuela
- 1968 : Gorri le diable de Jean Goumain et Pierre Neurrisse : Laurence
- 1969 : Jacquou le Croquant de Stellio Lorenzi : Galiote
- 1982 : Commissaire Moulin, épisode Une promenade en forêt de Jacques Ertaud : Anne Loven
- 2000 : Les Misérables de Josée Dayan : Mme Victurnien

## Discographie

### Singles
- 1981 : Hara Kiri eleïsson / Bloody Mary
- 1982 : Vies à vies / Sauver sa peau
- 1983 : Le Rire /  Anthropophage
- 1983 : Plume cassée / Dead End (B.O.F. Cap canaille)
- 1984 : Sous ma douche / Bath Tub Luv

### Sous son nom
- 1982 : Elisabeth Wiener (Virgin 201914)
- 1984 : Quitte ou double (Virgin 70195)

### Avec le groupePhoenix
- 1979 : Magick (Polydor)

### Avec le groupeCastafiore Bazooka
- 1996 : Au cabaret des illusions perdues
- 1998 : Les Îles du désir
- 2005 : Castafiore & Bazooka (double cd)

### Autres
- 1979 : L'Attentat à la pudeur sur l'album Champagne pour tout le monde de Jacques Higelin

## Doublage
Note : Les dates en italique correspondent aux sorties initiales des films dont Élisabeth Wiener a assuré le redoublage ou le doublage tardif.

### Cinéma

#### Films
- Mia Farrow dans :
  - Comédie érotique d'une nuit d'été (1982) : Ariel
  - Zelig (1983) : Dr Eudora Nesbitt Fletcher
  - Broadway Danny Rose (1984) : Tina Vitale
  - Hannah et ses sœurs (1986) : Hannah
  - Radio Days (1987) : Sally White
  - Une autre femme (1988) : Hope
  - New York Stories (1989) : Lisa
  - Crimes et Délits (1989) : Halley Reed
  - Alice (1990) : Alice Tate
  - Parfum de scandale (1994) : Katherine O'Hare
  - La Malédiction (2006) : Mme Baylock

- Bette Midler dans  :
  - The Rose (1979) : Mary Rose Foster
  - La Flambeuse de Las Vegas (1982) : Bonita Friml
  - Le Clochard de Beverly Hills (1986) : Barbara Whiteman
  - Y a-t-il quelqu'un pour tuer ma femme ? (1986) : Barbara Stone
  - Quand les jumelles s'emmêlent (1988) : Sadie Shelton / Sadie Ratliff
  - Hocus Pocus : Les Trois Sorcières (1993) : Winifred « Winnie » Sanderson
  - Fantasia 2000 (1999) : elle-même
  - Ce que veulent les femmes (2000) : Dr J.M. Perkins
  - Hocus Pocus 2 (2022) : Winifred « Winnie » Sanderson

- Glenn Close dans :
  - Les Copains d'abord (1983) : Sarah
  - Le Meilleur (1984) : Iris Gaines
  - À double tranchant (1985) : Teddy Barnes
  - Les 101 Dalmatiens (1996) : Cruella d'Enfer
  - 102 Dalmatiens (2000) : Cruella d'Enfer

- Barbara Hershey dans :
  - L'Emprise (1982) : Carla Moran
  - Les Filous (1987) : Nora Tilley
  - La Dernière Tentation du Christ (1988) : Marie Madeleine
  - Le Porteur de cercueil (1996) : Ruth Abernathy
  - Black Swan (2011) : Erica Sayers

- Meryl Streep dans :
  - Falling in Love : Molly Gilmore
  - Un cri dans la nuit (1988) : Lindy Chamberlin
  - She-Devil, la diable (1989) : Mary Fisher
  - Bons Baisers d'Hollywood (1990) : Suzanne Vale

- Angela Bassett dans :
  - Tina (1993) : Anna Mae Bullock / Tina Turner
  - Sans complexes (1998) : Stella Payne
  - The Score (2001) : Diane
  - Akeelah (2006) : Tanya

- Debra Winger dans :
  - La Main droite du diable (1988) : Catherine Weaver / Katie Phillips
  - En toute bonne foi (1992) : Jane
  - Forget Paris (1995) : Ellen Andrews Gordon

- Jamie Lee Curtis dans :
  - Un poisson nommé Wanda (1988) : Wanda Gershwitz
  - Créatures féroces (1997) : Willa Weston
  - Virus (1999) : Kelly Foster

- Jessica Lange dans :
  - Le facteur sonne toujours deux fois (1981) : Cora Papadakis
  - La Loi de la nuit (1992) : Helen Nasseros

- Daryl Hannah dans :
  - Blade Runner (1982) : Pris
  - Mon Martien bien-aimé (1999) : Lizzie

- Madonna dans :
  - Recherche Susan désespérément (1985) : Susan
  - Snake Eyes (1993) : Sarah Jennings

- Margaret Avery dans : 
  - La Couleur pourpre (1985) : Shug Avery
  - White Man (1995) : Megan Thomas

- Cher dans :
  - Éclair de lune (1987) : Loretta Castorini
  - Deux en un (2003) : elle-même

- Madeleine Stowe dans :
  - Vengeance (1990) : Miryea Mendez
  - L'Armée des douze singes (1995) : Kathryn Railly

- 1974[4] : Gatsby le Magnifique : Myrtle Wilson (Karen Black)
- 1977[4] : Peter et Elliott le dragon : Lena Gogan (Shelley Winters)
- 1978[5] : The Wiz : Evillene (Mabel King)
- 1982 : Grease 2 : Stephanie Zinon (Michelle Pfeiffer)
- 1983 : Jamais plus jamais : Nicole (Saskia Cohen-Tanugi)
- 1983 : La Valse des pantins : Masha (Sandra Bernhard)
- 1984 : Terminator : Sarah Connor (Linda Hamilton)
- 1985 : Cannonball 2 : Betty (Marilu Henner)
- 1986 : À propos d'hier soir... : Debbie (Demi Moore)
- 1988 : Veuve mais pas trop : Connie Russo (Mercedes Ruehl)
- 1989 : Une journée de fous : Riley (Lorraine Bracco)
- 1990 : Chucky, la poupée de sang : Grace Poole (Grace Zabriskie)
- 1990 : La Relève : Liesl (Sônia Braga)
- 1991 : Edward aux mains d'argent : Joyce Monroe (Kathy Baker)
- 1991 : La télé lave plus propre : Montana Moorehead / l'infirmière (Cathy Moriarty)
- 1991 : Lorenzo : Wendy Gimble (Margo Martindale)
- 1991 : La Vie, l'Amour, les Vaches : Barbara Robbins (Patricia Wettig)
- 1992 : Franc-parler : Shirlee Kenyon (Dolly Parton)
- 1992 : Boomerang : Helen Strangé (Grace Jones)
- 1992 : Basic Instinct : Roxanne « Roxy » Hardy (Leilani Sarelle)
- 1992 : Jusqu'à ce que la mort nous sépare (en) : Betty Broderick (Meredith Baxter)
- 1993 : Les Princes de la ville : Dolores (Karmin Murcelo)
- 1993 : Sister Act, acte 2 : Florence Watson (Sheryl Lee Ralph)
- 1993 : Un père en cavale : Rita (Diane Ladd)
- 1994 : Coups de feu sur Broadway : Helen Sinclair (Dianne Wiest)
- 1994 : Terminal Velocity : Broken Legs Max (Sofia Shinas)
- 1995 : Le Président et Miss Wade : Robin McCall (Anna Deavere Smith)
- 1995 : Meurtre en suspens : Mme Jones (Roma Maffia)
- 1996 : Freeway : Ramona Lutz (Amanda Plummer)
- 1998 : Celebrity : Robin Simon (Judy Davis)
- 1999 : Belles à mourir : Annette Atkins (Ellen Barkin)
- 2001 : The Majestic : Mabel (Catherine Dent)
- 2003 : George de la jungle 2 : Beatrice Stanhope (Christina Pickles)
- 2003 : Sous le soleil de Toscane : Katherine (Lindsay Duncan)
- 2004 : Le Manoir hanté et les 999 Fantômes : Madame Leota (Jennifer Tilly)
- 2005 : Sa mère ou moi ! : Ruby, l'assistante de Viola (Wanda Sykes)
- 2005 : The Island : la cantinière (Mary Pat Gleason)
- 2007 : Big Movie : La Pouffe blanche (Jennifer Coolidge)
- 2009 : Jusqu'en enfer : Sylvia Ganush (Lorna Raver)
- 2012 : Sous surveillance : Mimie Lurie (Julie Christie)
- 2013 : Effets secondaires : la mère de Martin (Ann Dowd)
- 2013 : Le Majordome : Gloria Gaines (Oprah Winfrey)
- 2014 : 13 Sins : Joyce (Deneen Tyler)
- 2016 : Absolutely Fabulous, le film : Patsy Stone (Joanna Lumley)

#### Films d'animation
- 1995 : Toy Story : Mme Phillips (la mère de Sid)
- 1998 : Le Roi lion 2 : L'Honneur de la tribu : Zira (dialogues et chant)
- 1999 : Bartok le Magnifique : Baba Yaga
- 1999[6] : Mes voisins les Yamada : Shige
- 2000 : Fantasia 2000 : Bette Midler
- 2000 : Kuzco, l'empereur mégalo : Yzma
- 2001 : La Belle et le Clochard 2 : L'Appel de la rue : Ruby
- 2002 : Mickey, le club des méchants : Cruella d'Enfer
- 2003 : Les 101 Dalmatiens 2 : Sur la trace des héros : Cruella d'Enfer
- 2003 : La Légende de Parva : la déesse Kali
- 2005 : Kuzco 2 : King Kronk : Yzma
- 2013 : Khumba : Mama V

### Télévision

#### Téléfilms
- Lauren Holly dans :
  - La Guérison du cœur : Amber Connors
  - SOS Père Noël : Susan Flynn
  - Traque à San Francisco : Buckley Clarke
  - Sur la piste de mon mari : Jodie Colter
  - La Saveur du grand amour : Grace Carpenter
  - Au-delà des apparences : Heather
  - La Talentueuse Mademoiselle Cooper : Deidre Kelly
- 1996 : L'Angoisse d'une mère : Ellen (Faye Dunaway)
- 1999 : Annie : Miss Hannigan (Kathy Bates) - voix chantée

#### Séries télévisées
- Lauren Holly dans :
  - Un drôle de shérif : Maxine Stewart Lacos
  - Chicago Hope : La Vie à tout prix : Dr Jeremy Hanlon
  - NCIS : Enquêtes spéciales : Jennifer Shepard
  - Alphas : sénatrice Charlotte Burton
  - Motive : Dr Betty Rodgers
  - Designated Survivor (2019) : Lynn

- Harriet Sansom Harris dans :
  - Desperate Housewives (2006-2011) : Felicia Tilman
  - American Horror Story (2018) : Madelyn

- Pamela Hensley dans :
  - Matt Houston (1982-1985) : C.J. Parsons
  - L'Île fantastique : Linda Whitney (saison 6, épisode 1)

- 1998 - 1999 : L'Immortelle : Lucy Baker (Patricia Gage)
- 2000 - 2001 : Ally McBeal : Cindy McCauliff (Lisa Edelstein)
- 2000 - 2003 : Washington Police : Irma Coleman (Gina Hecht)
- 2002 : Disparition : Sally Clarke (Catherine Dent)
- 2002 - 2003 : New York, unité spéciale : Gina Bernardo (Illeana Douglas)
- 2004 : Alias : Hayden Chase (Angela Bassett)
- 2004 - 2006 : Les Condamnées : Darlene Cake (Antonia Okonma)
- 2005 : Commander in Chief : Grace Bridges (Mary Page Keller)
- 2005 - 2006 : Médium : Catherine (Margo Martindale)
- 2006 - 2007 : Le Destin de Bruno : Doris Lehmann (Katharina Koschny)
- 2010 - 2013 : Borgen, une femme au pouvoir : Hanne Holm (Benedikte Hansen)
- 2012 : Inspecteur Barnaby : Lady DeQuetteville (Eleanor Bron)

#### Séries d'animation
- 1994 : Animaniacs : Dr Phrankenstein (épisode 29)
- 1996 : Flash Gordon : la reine Kyla
- 1997 : Grand-mère est une sorcière : Grand-mère
- 1997-1998 : Les 101 Dalmatiens, la série : Cruella d'Enfer
- 2006-2008 : Kuzco, un empereur à l'école : Yzma
- 2017 : La Garde du Roi lion : Zira (dialogues et chant)
- 2017-2021 : La Bande à Picsou : Ma Rapetou

### Jeu vidéo
- 2001 : Kuzco, l'empereur mégalo : Yzma